# Paradis och Vrån
Paradis och Vrån var en av SCB avgränsad och namnsatt småort i Varbergs kommun, Hallands län. Småorten omfattade bebyggelse i Paradis och Vrån sydost om Väröbacka i Ås socken. Småorten fanns fram till 2005 med upphörde 2010 varefter någon bebyggelseenhet med detta namn inte längre existerar 